# Jairo Ribeiro de Mattos
 Jairo Ribeiro de Mattos  (Piracicaba, 29 de abril de 1931 — Piracicaba, 12 de julho de 2020) foi um engenheiro agrônomo, escultor, escritor, professor e político brasileiro. Foi deputado estadual de São Paulo por três mandatos. Atualmente era presidente do Lar dos Velhinhos, casa de repouso fundada por ele em Piracicaba. 

## Biografia
Era engenheiro agrônomo, escultor, escritor e foi professor da Esalq. Também foi vereador em Piracicaba e deputado federal pelo antigo Partido da Frente Liberal (PFL) por três mandatos. 
Em Piracicaba, foi fundador da Rádio Educadora AM e da Jovem Pan FM.

## Morte
Morreu em Piracicaba, no dia 12 de julho de 2020, aos 89 anos. Jairo estava internado desde o dia 1º de julho em um hospital particular da cidade, depois de sofrer um acidente vascular cerebral (AVC). Ele teve uma parada cardiorrespiratória e não resistiu.